# خانه کلارنس

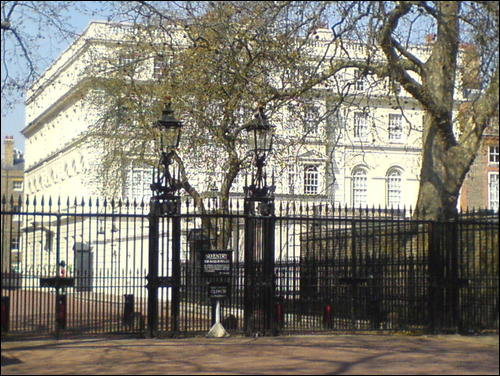
خانه کلارنس

خانه کلارنس (انگلیسی: Clarence House) یک اقامتگاه سلطنتی در لندن، انگلستان است.
این ساختمان که در خیابان مال در وست‌مینستر قرار دارد مابین سال ۱۸۲۵ تا ۱۸۲۷ توسط جان نش معمار انگلستانی ساخته شده است. کلارنس هاوس در سال ۱۹۳۰ توسط ویلیام چهارم (دوک کلارنس) مورد استفاده قرار گرفته است. این ساختمان دارای ۴ طبقه می‌باشد و پس از جنگ جهانی دوم بازسازی شده است. ملکه الیزابت دوم و همسر و فرزندانشان پیش از انتقال به کاخ باکینگهام در این مکان اقامت داشتند.

## نگارخانه

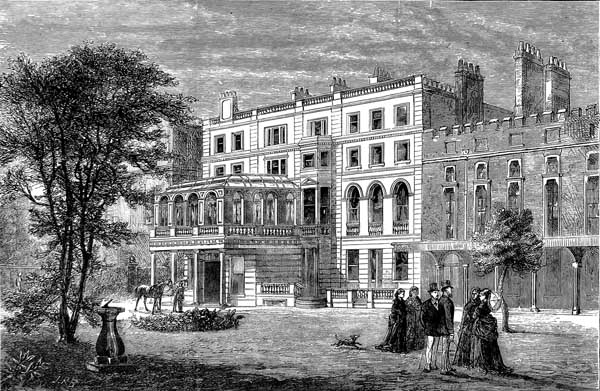
۱۸۷۴
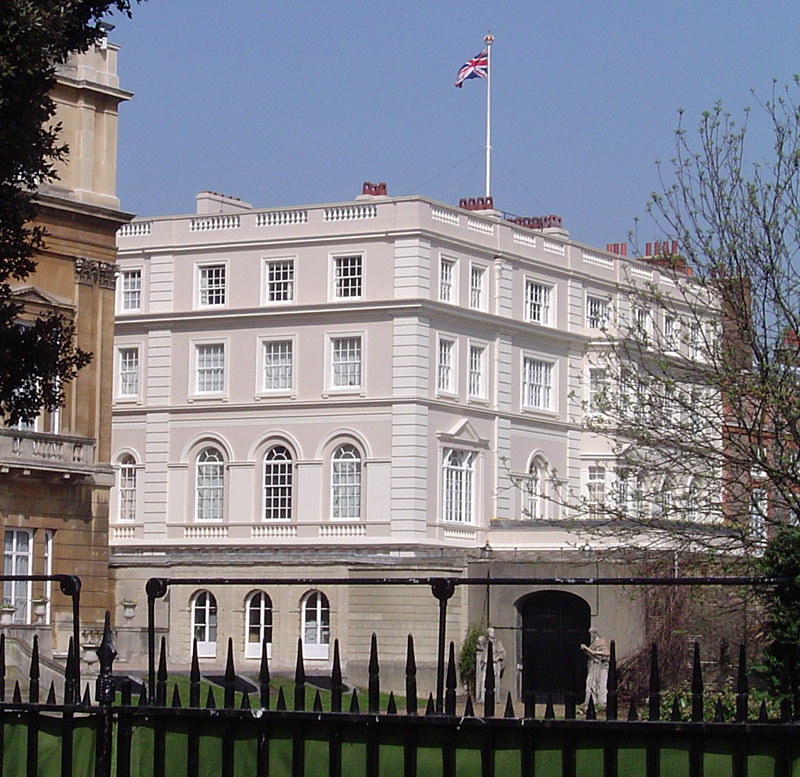